# سانتا باربارا (مجموعه تلویزیونی)
سانتا باربارا (انگلیسی: Santa Barbara) یک مجموعهٔ آبکی تلویزیونی آمریکایی است که از ۳۰ ژوئیه ۱۹۸۴ تا ۱۵ ژانویه ان‌بی‌سی از شبکهٔ ان‌بی‌سی پخش شد. این نمایش حول زندگی پر حادثه خانواده ثروتمند کپ‌ول در سانتا باربارا، کالیفرنیا است. دیگر خانواده‌های برجسته ای که روی این مجموعه آبکی برجسته بودند، خانواده رقیب لاکریج و خانواده‌های معتدل آندراد و پرکینز بودند.